# Cobubathinae

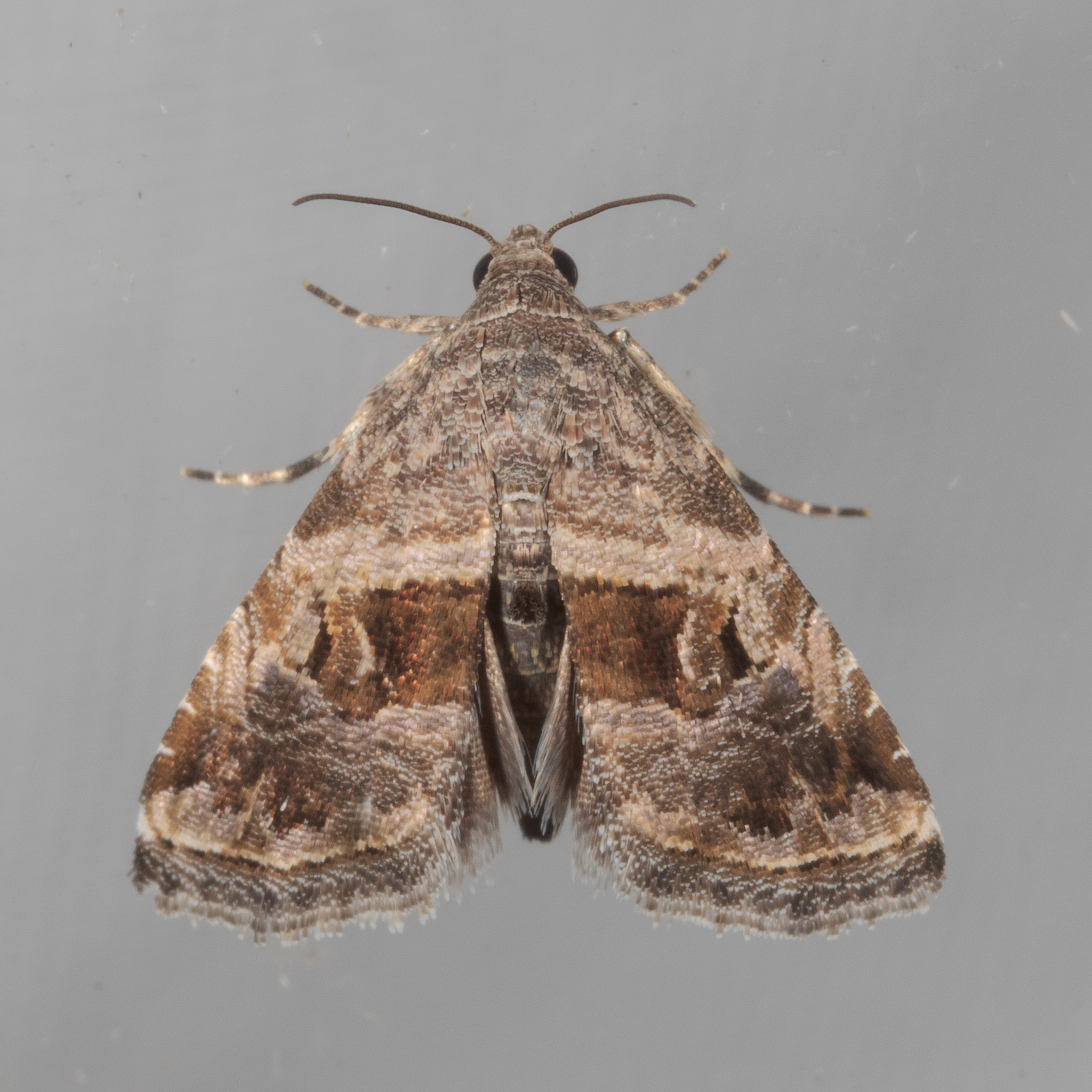
Tripudia quadrifera

Cobubathinae (лат.) — подсемейство чешуекрылых из семейства совок. Включает 3 рода.

## Описание
Имаго очень мелкие или средние, представители Tripudia — самые мелкие из совок (Noctuidae), длина передних крыльев часто 4—5 мм. Крылья в покое широко щупальцевидные. Для Cobubathinae характерно следующее: тимпанум с узким стержневидным склеритом, протянувшимся через мембрану; второй брюшной тергит с плотной россыпью мелких миддорсальных гнёзд и соответствующим чешуйчатым хохолком; восьмой брюшной стернит с тонкой латеральной аподемой; гусеница с отсутствием ложноножек на сегменте A3 и редуцированными или полностью отсутствующими ложноножками на A4.

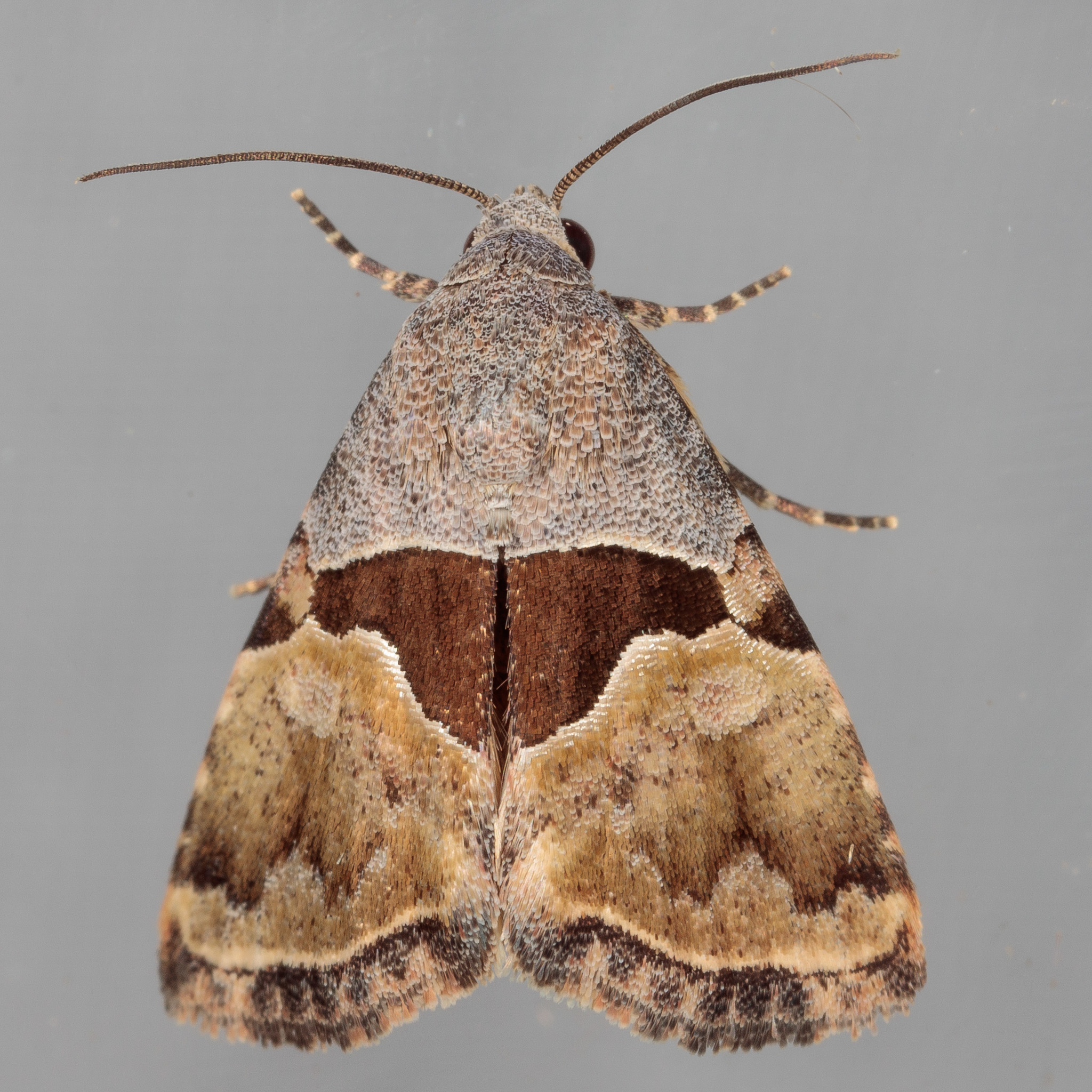
Cobubatha lixiva
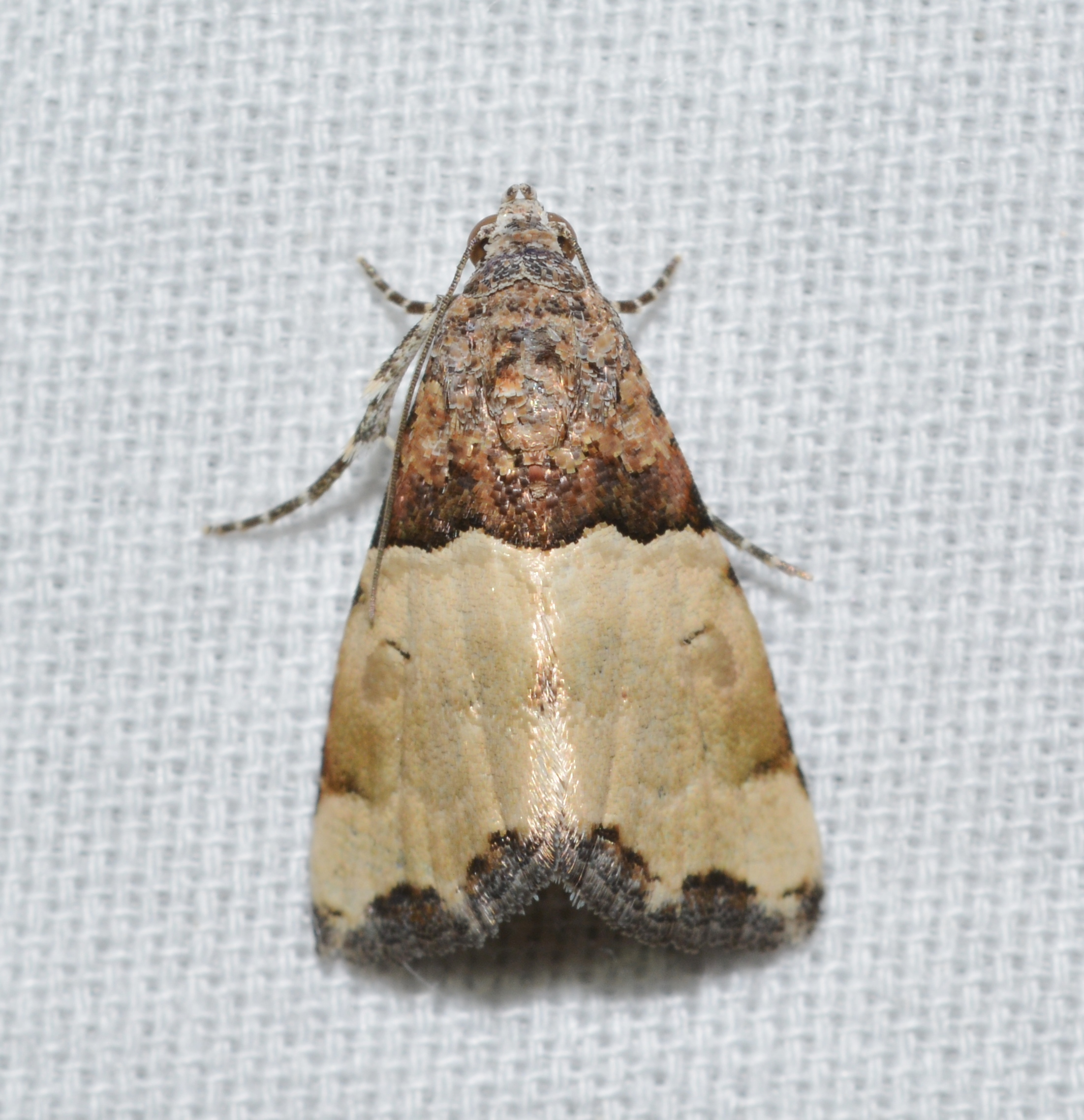
Cobubatha dividua

## Биология
Aucha velans (типовой вид Aucha) и A. villiana питается на растениях рода авиценния (акантовые), тогда как A. minor — специалист по растениям рода гревия (мальвовые), а A. nectens — на ризофора (ризофоровые). В лабораторях разводили шесть видов Cobubatha и семь Tripudia; как и Aucha velans и A. villiana, все они являются специалистами по растениям-хозяевам Acanthaceae. Cobubatha питаются листьями, но при этом могут потреблять цветы; Tripudia в основном питаются цветами и плодами, предпочитая развивающиеся семена, а некоторые виды питаются внутри плодов.

## Систематика
Подсемейство было впервые выделено в 2021 году в составе Noctuidae s. str. Включает 3 рода. Aucha насчитывает 16 видов, распространённых в восточной Африке, южной Азии и Австралии. Cobubatha и Tripudia — неарктические и неотропические роды с 17 и 42 видами, соответственно. Только в Северной Америке два последних рода содержат более 12 неописанных видов.
- Aucha  Walker, 1858 (из Noctuinae, настоящие совки)
- Cobubatha Walker, 1863 (из Eustrotiinae)
- Tripudia Grote, 1877 (из Eustrotiinae)